# LGBT práva v Libanonu

Duhová mapa Libanonu

Lesby, gayové, bisexuálové a translidé (LGBT) žijící v Libanonu se mohou setkávat s určitými obtížemi neznámými pro většinu obyvatelstva. I tak je ale v porovnání s ostatními arabskými zeměmi považován za poměrně liberální. V roce 2014 rozhodnul soud města Dżudajda Al-Matin ve prospěch zrušení aplikace Článku 534 libanonského trestního zákona, který trestal homosexuální aktivity. Článek 534, který zakazoval jakékoli sexuální vztahy svojí vnitřní povahou odporující zákonům přírody, byl používán jenom proti homosexuálům. Soud rozhodnul, že homosexuální chování není proti přírodě, a že tedy nelze podle něj homosexuály trestně stíhat.
Výzkum Pew Research Center z roku 2007 ukázal, že 79 % Libanonců považuje homosexualitu za nepřijatelnou. Zbývajících 18 % bylo opačného názoru. V současné době začíná společenská akceptace LGBT lidí vzrůstat, zejména když Libanonské národní centrum psychiatrů vyřadilo neheterosexuální orientace ze seznamu mentálních poruch, čímž se Libanon stal první arabskou zemí, která takto učinila.
Libanonské zákony taktéž trestají veškerou diskriminaci založenou na pohlaví, náboženství, entiku, sexuální orientaci nebo rase.

## Zákony o homosexualitě
Článek 534 libanonského trestního zákoníku trestá sexuální vztahy, které svojí vnitřní povahou odporují přírodním zákonům, jedním rokem odnětí svobody. V praxi se prosazování zákona liší a často záleží na postoji konkrétního úřadu nebo policisty. V r. 2002 vnikla policie do obydlí ženy, kterou její matka obvinila z krádeže peněz a šperků. Během razie byla dotyčná přistižena při pohlavním styku s jinou ženou. Státní zastupitelství to pak následně vyhodnotilo jako sodomii a obě ženy byly následně odsouzeny.
11. prosince 2009 zveřejnila libanonská LGBT organizace Helem zprávu o právní situaci homosexuálů na Středním východě a v Severní Africe. Libanonský soud v Al-Batrun rozhodl proti aplikaci článku 534 na homosexuály.
V dubnu 2013 nařídil starosta Dekwaneh, severní periferie Bejrútu, bezpečnostním složkám provést zátah na noční gay-friendly klub. Několik jeho návštěvníků bylo zadrženo a odvedeno na policejní stanici, kde se museli svléknout do naha, a takhle se nechat vyfotit. Tento postup odsoudilo několik gay aktivistů. Libanonský ministr vnitra prozatímní vlády Marwan Charbel starostu podpořil se slovy: "Homosexualita nemá v Libanonu co dělat. Zdejší zákony jí považují za trestnou."
11. července 2013 rozhodla Libanonská psychiatrická společnost (LPS), že homosexualita není duševní poruchou, a tudíž jí nelze léčit, se slovy: "Homosexualita svojí vnitřní povahou nijak nenarušuje svéprávnost, duševní stabilitu, spolehlivost a jiné sociální schopnosti jedince. Předpoklad, že homosexualita je důsledkem špatného rodinného prostředí nebo narušeného rozvoje osobnosti, je založen na chybných informacích." LPS rovněž připomněla, že "konverzní terapie", jejímž účelem je změna sexuální orientace, nemá žádnou vědecku oporu, a tudíž by se o ní neměla lékařská veřejnost pokoušet, a to ani při provozování soukromých klinik. Tímto se Libanon stal první arabskou zemí, která přestala považovat homosexualitu za poruchu.
28. ledna 2014 zrušil soud města Dżudajda Al-Matin trest proti intersexuálovi identifikujícím se jako žena, který byl předtím shledán vinným z protipřírodního sexuálního vztahu s mužem. Rozsudek takto ukončil platnost článku 534, který byl historicky aplikován pouze na homosexuální vztahy.

## Svoboda projevu a sdružování
Přestože byly zaznamenány případy pokusů libanonské vlády cenzurovat LGBT témata, tak se v poslední době zdejší společnost spíše liberalizuje.

### LGBT publikace
Libanon je první arabskou zemí se svým vlastním gay týdeníkem Barra ("Out" v arabštině). K prvnímu pokusu o publikaci došlo v březnu 2005. Další dvě následovaly v létě 2005 a na jaře 2006.
Helem má také své vlastní webové stránky s pravidelnou online publikací.
V r. 2009 se v Bejrútu konala publikace knihy Libanonského lesbofeministického kolektivu (Lebanese lesbian Feministr Collective) "Bareed Mista3jil". Organizace se také někdy nazývá Nasawiya. Jejím cílem je sdružování aktivistů usilujících o rovné příležitosti žen na pracovním trhu. Kniha je kolekcí 41 pravdivých příběhů leseb, bisexuálek, queer, transgender a jinak ohrožených žen z celého Libanonu. Vychází jak v anglickém, tak i arabském jazyce. Kniha byla pokřtěná v Masrah Al Madina zástupci Feministického kolektivu a IndyAct. Selektované příběhy "Bareed Mista3jil" byly rozděleny a jsou přístupné v angličtině a arabštině.

### Mediální kampaně
V květnu 2015 zahájila Proud Lebanon, libanonská nezisková organizace, oslavy Mezinárodního dne proti homofobii spolu s mediální kampaní. Do kampaně se zapojilo několik prominentních libanonských umělců a celebrit. Ty vyzývaly vládu, aby se více zapojovala do boje za rovné příležitosti pro všechny občany bez ohledu na sexuální orientaci, národnost atd. Zvláštní pozornost byla věnována právům LGBT komunity, která žije ve společnostech bez homofobie, v kontrastu s LGBT jedinci, kteří stále čelí předsudkům, zejména ze strany konzervativců a klerikálů.

## Libanonské hnutí za práva LGBT
Členové libanonské LGBT komunity zahájili veřejnou kampaň za svá práva v r. 2002 založením politické asociace Hurriyyat Khassa (překlad: "Osobní svobody"). Skupina cílila na reformu článku 534 trestního zákona tak, aby dobrovolná sexuální aktivita mezi dospělými již nebyla nadála trestným činem. Další LGBT organizací v Libanonu je Helem (arabsky:حلم, překlad: "Sen"). Činnost těchto organizací spočívá v demonstracích, lektorské činnosti, fundraisingu a prevenci HIV/AIDS.
V r. 2006 slavila Helem Mezinárodní den proti homofobii v Monroe Hotel Downtown.
V srpnu 2007 byla založená lesbická organizace Meem na podporu leseb, bisexuálek, transžen, queer a jinak ohrožených Libanonek. Skupina nabízí těmto komunitám podporu, psychologické poradenství, aktivitu, právní podporu, socializaci a příležitosti se zapojovat do změn společenského klimatu. Meem se také stará o bejrútský Womyn House, který slouží jako sdružovací a aktivistické centrum.

## Souhrnný přehled
| Legální stejnopohlavní styk                                                            | (2014)      |
| Stejný věk legální způsobilosti k pohlavnímu styku pro obě orientace                   | (2014)      |
| Antidiskriminační zákony zákony v zaměstnání                                           | Yes         |
| Antidiskriminační zákony zákony v přístupu ke zboží a službám                          | Yes         |
| Antidiskriminační zákony v ostatních oblastech (homofobní urážky, zločiny z nenávisti) | No          |
| Stejnopohlavní manželství                                                              | No          |
| Jiná forma stejnopohlavního soužití                                                    | No          |
| Adopce dítěte partnera                                                                 | No          |
| Společná adopce dětí stejnopohlavními páry                                             | No          |
| Gayové a lesby smějí otevřeně sloužit v armádě                                         | No          |
| Možnost změny pohlaví                                                                  | (2014/2015) |
| Přístup k umělému oplodnění pro lesbické ženy                                          | No          |
| Zákaz léčení homosexuality                                                             | (2013)      |
| Homosexualita vyřazena ze seznamu nemocí                                               | (2013)      |
| Náhradní mateřství pro gay páry                                                        | No          |
| MSM smějí darovat krev                                                                 | No          |